# Olympische Sommerspiele 1976/Teilnehmer (Trinidad und Tobago)
| Gelbes Symbol für Goldmedaillen mit stilisierten Olympischen Ringen | Graues Symbol für Silbermedaillen mit stilisierten Olympischen Ringen | Braundes Symbol für Bronzemedaillen mit stilisierten Olympischen Ringen |
| ------------------------------------------------------------------- | --------------------------------------------------------------------- | ----------------------------------------------------------------------- |
| 1                                                                   | —                                                                     | —                                                                       |

Trinidad und Tobago nahm an den Olympischen Sommerspielen 1976 in Montreal, Kanada, mit einer Delegation von 13 Sportlern (allesamt Männer) teil.

## Medaillengewinner

### Gold
| Name(n)         | Sportart       | Wettkampf |
| --------------- | -------------- | --------- |
| Hasely Crawford | Leichtathletik | 100 Meter |

## Teilnehmer nach Sportarten

### Leichtathletik
- Hasely Crawford
100 Meter: Gold 
200 Meter: 8. Platz

- Ainsley Armstrong
100 Meter: Halbfinale
200 Meter: DNF im Vorlauf

- Christopher Brathwaite
100 Meter: Vorläufe
4 × 100 Meter: Halbfinale

- Mike Solomon
400 Meter: Halbfinale
4 × 400 Meter: 6. Platz

- Charles Joseph
400 Meter: Viertelfinale
4 × 100 Meter: Halbfinale
4 × 400 Meter: 6. Platz

- Horace Tuitt
800 Meter: Halbfinale
4 × 400 Meter: 6. Platz

- Anthony Husbands
4 × 100 Meter: Halbfinale

- Frank Adams
4 × 100 Meter: Halbfinale

- Joseph Coombs
4 × 400 Meter: 6. Platz

- George Swanston
Weitsprung: 25. Platz in der Qualifikation

### Radsport
- Leslie Rawlins
Sprint: 2. Runde

- Anthony Sellier
1000 Meter Zeitfahren: 20. Platz

### Schießen
- John Fong Yew
Kleinkaliber, liegend: 77. Platz